# Liga Sudamericana de Clubes 2009
La Liga Sudamericana de Clubes 2009 fue la decimotercera edición del torneo sudamericano de clubes de baloncesto. Se jugó en tres sedes fijas entre el 17 de febrero y el 12 de marzo, con un total de ocho equipos participantes. El torneo fue organizado por FIBA Américas luego de la desaparición de la Confederación Sudamericana de Baloncesto. El premio al campeón fue un cupo directo para representar a Sudamérica en la Liga de las Américas 2009-2010.

## Equipos participantes
La Liga Sudamericana de Clubes 2009 contó con ocho equipos de cinco países. Cabe resaltar que Chile contaba con dos cupos para el certamen, los cuales iban a ser ocupados por Liceo Mixto y Boston College, clubes que se retiraron luego de una nota de la División Mayor del Básquetbol de Chile a la Federación de Básquetbol de Chile.
| País              | Equipo                                     |
| ----------------- | ------------------------------------------ |
| Argentina 3 cupos | Quimsa Regatas Corrientes Obras Sanitarias |
| Bolivia 1 cupo    | Colegio Meta La Salle                      |
| Brasil 2 cupos    | Minas Tênis Clube Flamengo                 |
| Colombia 1 cupo   | Cúcuta-Norte                               |
| Venezuela 1 cupo  | Cocodrilos de Caracas                      |

## Modo de disputa
El torneo está dividido en dos etapas, la primera fase y el final four.
Los ocho participantes se dividieron en dos grupos con dos sedes, una por grupo, donde disputaron seis partidos dentro de cada grupo. A fin de puntuar, cada equipo recibió 2 puntos por victoria y 1 por derrota. Los dos primeros de cada grupo avanzaron al final four. Las sedes fueron:
- Grupo A: Cúcuta, Colombia.
- Grupo B: Santiago del Estero, Argentina.

Los cuatro clasificados se enfrentaron todos contra todos en una única sede y el campeón logró el pase a la Liga de las Américas 2009-10.
- Sede final four: Santiago del Estero, Argentina.

## Primera fase

### Grupo A; Cúcuta, Colombia
| Pos. | Equipo                | Pts | PJ | PG | PP | PF  | PC  | Dif |
| ---- | --------------------- | --- | -- | -- | -- | --- | --- | --- |
| 1.   | Cúcuta-Norte          | 5   | 3  | 2  | 1  | 260 | 252 | 8   |
| 2.   | Flamengo              | 5   | 3  | 2  | 1  | 272 | 245 | 27  |
| 3.   | Cocodrilos de Caracas | 4   | 3  | 1  | 2  | 239 | 250 | -11 |
| 4.   | Obras Sanitarias      | 4   | 3  | 1  | 2  | 259 | 283 | -24 |

Los horarios corresponde al huso horario de Cúcuta, UTC –5:00.
| 17 de febrero, 18:45 | Flamengo                                                             | 105–80               | Cocodrilos de Caracas                                       | Cúcuta                           |  |
|                      | Parciales: 24–24, 28–18, 18–17, 35–21                                |                      |                                                             |                                  |  |
|                      | Estadísticas Marcelo Machado 24 Jefferson Andrade 7 Helio Da Costa 6 | Reporte Pts Reb Asts | Estadísticas 23 Edner Elisma 8 Luis Bethelmy 4 Juan Herrera | Pabellón: Coliseo Toto Hernández |  |

| 17 de febrero, 20:45 | Cúcuta-Norte                                                        | 103–106              | Obras Sanitarias                                                   | Cúcuta                           |  |
|                      | Parciales: 16–15, 23–19, 25–27, 14–17 (T.E.: 8–8, 13–13, 4–7)       |                      |                                                                    |                                  |  |
|                      | Estadísticas Enielsen Guevara 29 Enielsen Guevara 8 Edgar Moreno 10 | Reporte Pts Reb Asts | Estadísticas 30 Gabriel Cocha 16 Tyler Field 10 Fernando Titarelli | Pabellón: Coliseo Toto Hernández |  |

| 18 de febrero, 18:45 | Obras Sanitarias                                                           | 82–85                | Flamengo                                                              | Cúcuta                           |  |
|                      | Parciales: 23–29, 10–21, 24–23, 25–12                                      |                      |                                                                       |                                  |  |
|                      | Estadísticas Fernando Titarelli 18 Fernando Martina 5 Fernando Titarelli 5 | Reporte Pts Reb Asts | Estadísticas 23 Marcelo Machado 12 Marcelo Magalhães 5 Helio Da Costa | Pabellón: Coliseo Toto Hernández |  |

| 18 de febrero, 20:45 | Cocodrilos de Caracas                                          | 64–74                | Cúcuta-Norte                                                  | Cúcuta                           |  |
|                      | Parciales: 20–17, 9–25, 12–17, 23–15                           |                      |                                                               |                                  |  |
|                      | Estadísticas Jesús Centeno 18 Windi Graterol 11 Juan Herrera 4 | Reporte Pts Reb Asts | Estadísticas 28 Edgar Moreno 9 Curtis Williams 4 Edgar Moreno | Pabellón: Coliseo Toto Hernández |  |

| 19 de febrero, 18:45 | Cocodrilos de Caracas                                       | 95–71                | Obras Sanitarias                                           | Cúcuta                           |  |
|                      | Parciales: 25–19, 19–11, 19–16, 32–25                       |                      |                                                            |                                  |  |
|                      | Estadísticas Henry Páez 19 Edner Elisma 10 Kenji Urdaneta 5 | Reporte Pts Reb Asts | Estadísticas 15 Tyler Field 9 Tyler Field 4 Lázaro Borrell | Pabellón: Coliseo Toto Hernández |  |

| 19 de febrero, 20:45 | Cúcuta-Norte                                                 | 83–82                | Flamengo                                                          | Cúcuta                           |  |
|                      | Parciales: 23–23, 19–23, 22–22, 19–14                        |                      |                                                                   |                                  |  |
|                      | Estadísticas Eduardo Torres 24 Monty Wilson 9 Edgar Moreno 6 | Reporte Pts Reb Asts | Estadísticas 26 Marcelo Machado 9 Rafael De Lara 8 Helio Da Costa | Pabellón: Coliseo Toto Hernández |  |

### Grupo B; Santiago del Estero, Argentina
| Pos. | Equipo             | Pts | PJ | PG | PP | PF  | PC  | Dif  |
| ---- | ------------------ | --- | -- | -- | -- | --- | --- | ---- |
| 1.   | Quimsa             | 6   | 3  | 3  | 0  | 289 | 237 | 52   |
| 2.   | Regatas Corrientes | 5   | 3  | 2  | 1  | 297 | 258 | 39   |
| 3.   | Minas Tênis        | 4   | 3  | 1  | 2  | 302 | 276 | 26   |
| 4.   | Meta La Salle      | 3   | 3  | 0  | 3  | 183 | 300 | -117 |

Los horarios corresponde al huso horario de Santiago del Estero, UTC –3:00.
| 24 de febrero, 20:00 | Regatas Corrientes                                                               | 112–102              | Minas Tênis Clube                                                                 | Santiago del Estero, Argentina |  |
|                      | Parciales: 28–23, 12–28, 20–20, 25–14 (T.E.: 10 - 10, 18 - 7)                    |                      |                                                                                   |                                |  |
|                      | Estadísticas Luis Eduardo Cequeira 26 Guillermo Kammerichs 10 Sebastián Acosta 5 | Reporte Pts Reb Asts | Estadísticas 21 Murilo Becker Da Rosa 10 Murilo Becker Da Rosa 7 Facundo Sucatzky | Pabellón: Estadio Ciudad       |  |

| 24 de febrero, 22:00 | Quimsa                                                            | 97–56                | Meta La Salle                                                 | Santiago del Estero, Argentina |  |
|                      | Parciales: 25–16, 29–10, 27–22, 16–8                              |                      |                                                               |                                |  |
|                      | Estadísticas Vanderson Camargos 18 Víctor Cajal 6 Luis Mansilla 5 | Reporte Pts Reb Asts | Estadísticas 28 John Thomas 7 Carey Rigsby 3 Víctor Fernández | Pabellón: Estadio Ciudad       |  |

| 25 de febrero, 20:00 | Minas Tênis Clube                                                            | 110–67               | Meta La Salle                                                 | Santiago del Estero, Argentina |  |
|                      | Parciales: 40–11, 25–13, 28–21, 17–22                                        |                      |                                                               |                                |  |
|                      | Estadísticas Evandro Fernandes Pinto 32 Ricardo Probst 9 Facundo Sucatzky 12 | Reporte Pts Reb Asts | Estadísticas 27 John Thomas 6 Albert Burditt 4 Albert Burditt | Pabellón: Estadio Ciudad       |  |

| 25 de febrero, 22:00 | Quimsa                                                            | 96–91                | Regatas Corrientes                                                       | Santiago del Estero, Argentina |  |
|                      | Parciales: 20–20, 25–18, 25–32, 26–21                             |                      |                                                                          |                                |  |
|                      | Estadísticas Julio Mazzaro 23 Ramel Allen 10 Vanderson Camargos 3 | Reporte Pts Reb Asts | Estadísticas 24 Sebastián Acosta 11 Guillermo Kammerichs 3 Luis Cequeira | Pabellón: Estadio Ciudad       |  |

| 26 de febrero, 20:00 | Meta La Salle                                                  | 60–93                | Regatas Corrientes                                                     | Santiago del Estero, Argentina |  |
|                      | Parciales: 11–15, 13–24, 17–27, 19–27                          |                      |                                                                        |                                |  |
|                      | Estadísticas John Thomas 27 Albert Burditt 16 Carlos Galarza 2 | Reporte Pts Reb Asts | Estadísticas' 21 Durelle Brown 11 Guillermo Kammerichs 7 Luis Cequeira | Pabellón: Estadio Ciudad       |  |

| 26 de febrero, 22:00 | Quimsa                                                               | 96–90                | Minas Tênis Clube                                                                 | Santiago del Estero, Argentina |  |
|                      | Parciales: 23–25, 25–14, 22–19, 26–32                                |                      |                                                                                   |                                |  |
|                      | Estadísticas Gabriel Mikulas 22 Gabriel Mikulas 10 Gabriel Mikulas 7 | Reporte Pts Reb Asts | Estadísticas 20 Murilo Becker da Rosa 6 Murilo Becker da Rosa 11 Facundo Sucatzky | Pabellón: Estadio Ciudad       |  |

## Final four
| Pos. | Equipo             | Pts | PJ | PG | PP | PF  | PC  | Dif |
| ---- | ------------------ | --- | -- | -- | -- | --- | --- | --- |
| 1.   | Flamengo           | 6   | 3  | 3  | 0  | 305 | 250 | 45  |
| 2.   | Quimsa             | 5   | 3  | 2  | 1  | 293 | 255 | 38  |
| 3.   | Cúcuta-Norte       | 4   | 3  | 1  | 2  | 259 | 294 | -35 |
| 4.   | Regatas Corrientes | 3   | 3  | 0  | 3  | 230 | 288 | -58 |

Los horarios corresponde al huso horario de Santiago del Estero, UTC –3:00.
| 10 de marzo, 20:00 | Flamengo                                                            | 92–72                | Regatas Corrientes                                                       | Santiago del Estero, Argentina |  |
|                    | Parciales: 20–20, 21–18, 25–14, 26–20                               |                      |                                                                          |                                |  |
|                    | Estadísticas Marcelo Machado 25 Wagner Franca 8 Marcelo Magalhães 5 | Reporte Pts Reb Asts | Estadísticas 16 Mariano Fierro 5 Guillermo Kammerichs 3 Sebastián Acosta | Pabellón: Estadio Ciudad       |  |

| 10 de marzo, 22:00 | Quimsa                                                           | 93–85                | Cúcuta-Norte                                                    | Santiago del Estero, Argentina |  |
|                    | Parciales: 26–10, 18–29, 24–26, 25–20                            |                      |                                                                 |                                |  |
|                    | Estadísticas Julio Mazzaro 28 Gabriel Mikulas 7 Jonatan Treise 4 | Reporte Pts Reb Asts | Estadísticas 22 Jermaine Walker 8 Eduardo Torres 4 Edgar Moreno | Pabellón: Estadio Ciudad       |  |

| 11 de marzo, 20:00 | Cúcuta-Norte                                                  | 82–115               | Flamengo                                                          | Santiago del Estero, Argentina |  |
|                    | Parciales: 18–27, 22–29, 19–28, 23–31                         |                      |                                                                   |                                |  |
|                    | Estadísticas Monty Wilson 21 Jermaine Walker 7 Monty Wilson 4 | Reporte Pts Reb Asts | Estadísticas 23 Marcelo Machado 9 Rafael De Lara 7 Helio Da Costa | Pabellón: Estadio Ciudad       |  |

| 11 de marzo, 22:00 | Regatas Corrientes                                                       | 72–104               | Quimsa                                                       | Santiago del Estero, Argentina |  |
|                    | Parciales: 14–19, 20–30, 25–31, 13–24                                    |                      |                                                              |                                |  |
|                    | Estadísticas Sebastián Acosta 16 Guillermo Kammerichs 8 Mariano Fierro 5 | Reporte Pts Reb Asts | Estadísticas 19 Jonatan Treise 7 Juan Torres 6 Julio Mazzaro | Pabellón: Estadio Ciudad       |  |

| 12 de marzo, 20:00 | Regatas Corrientes                                                             | 86–92                | Cúcuta-Norte                                                  | Santiago del Estero, Argentina |  |
|                    | Parciales: 21–21, 19–26, 23–23, 23–22                                          |                      |                                                               |                                |  |
|                    | Estadísticas Federico Kammerichs 27 Guillermo Kammerichs 16 Sebastián Acosta 4 | Reporte Pts Reb Asts | Estadísticas 22 Edgar Moreno 8 Curtis Williams 7 Edgar Moreno | Pabellón: Estadio Ciudad       |  |

| 12 de marzo, 22:00 | Quimsa                                                                | 96–98                | Flamengo                                                             | Santiago del Estero, Argentina |  |
|                    | Parciales: 30–25, 18–24, 20–23, 28–26                                 |                      |                                                                      |                                |  |
|                    | Estadísticas Vanderson Camargos 25 Gabriel Mikulas 8 Jonatan Treise 8 | Reporte Pts Reb Asts | Estadísticas 41 Marcelo Machado 6 Fernando Coloneze 7 Helio Da Costa | Pabellón: Estadio Ciudad       |  |

| Brasil                         |
| Campeón Flamengo Primer título |